# Матч трёх городов (1933)
«Матч трёх городов» 1933 года по футболу был шестым турниром в рамках одноимённого общеспортивного праздника и третьмм, проводимым в формате трёх сборных (Москвы, Ленинграда и Харькова). Он прошёл в Ленинграде с 26 по 30 августа. 
Победу в турнире одержала сборная команда Москвы.

## Участники
- Москва;
- Ленинград;
- Харьков.

## Ход турнира

### Москва — Ленинград
| Москва                                          | 4:2     | Ленинград                        |
| ----------------------------------------------- | ------- | -------------------------------- |
| - Ильин 3′ - Н.Старостин 50′ 71′ - С.Иванов 65′ | (отчёт) | - 10′ (пен.) Елисеев - 30′ Ярцев |

| Москва: И.Филиппов (49' Гранаткин) - Ал.Старостин 68', Тетерин - Дубинин (72' Леута), Ан.Старостин, Никишин - Н.Старостин, Лапшин 79', С.Иванов, Павлов, Ильин · Ленинград: Шорец (52' Сидоренко) - Юденич, Ежов - Г.Филиппов (46' Пав.Попов), Елисеев, Вал.Фёдоров - Елец, Дементьев, Кусков, Мурашев, Ярцев |

#### Ход игры
- 3' Провал обороны Ленинграда. Н.Старостин свободно проходит по краю и  передаёт в центр Ильину - 1:0;
- 10' Защитники Москвы грубят в штрафной. Пенальти реализует Елисеев — 1:1;
- 30' Дементьев проводит «умную» комбинацию и Ярцев забивает - 1:2;
- 46' Павел Попов выходит вместо Г.Филиппова;
- 49' И.Филиппов уходит с поля (пострадал при столкновении, заменён Гранаткиным);
- 50' Н.Старостин сравнивает счёт после ошибки Юденича - 2:2;
- 52' После столкновения Шореца уносят с поля (заменён на Сидоренко);
- 57' Публика любуется дракой на поле и свистит;
- 65' Иванов выводит Москву вперёд благодаря ошибкам Ежова и Сидоренко - 3:2;
- 68' Ал. Старостин удалён с поля за вмешательство в действия судьи;
- 71' Н.Старостин забивает - 4:2;
- 72' Дубинин пострадал от столкновения с Ярцевым, заменен Леутой;
- 79' Лапшин удалён за ругань;

### Харьков — Ленинград
| Харьков          | 1:0     | Ленинград |
| ---------------- | ------- | --------- |
| - Шпаковский 73′ | (отчёт) |           |

| Харьков: Бабкин - ?, К.Фомин 77' - ?, В.Фомин, ? - ?, ?, Шпаковский, Паровышников, ? · Ленинград: Сидоренко - ?, ? - Пав.Попов, Елисеев, Фёдоров - Елец, Дементьев, Кусков, ?, Ярцев |

#### Ход игры
- 25' Ярцев отлично бьет сходу, но попадает в штангу;
- 35' Свалка у харьковских ворот. После серии ударов мяч задерживается рукой К.Фомина. Елисеев пробивает пенальти мимо ворот;
- 57' Харьков бьет пенальти мимо ворот;
- 73' Молниеносная атака харковчан, резкий удар слева Шпаковского - 1:0;
- 77' К. Фомин удалён за разговоры с судьёй;
- 89' Дементьев не забил с 5 шагов;

### Москва — Харьков
| Москва                                      | 4:2     | Харьков                           |
| ------------------------------------------- | ------- | --------------------------------- |
| - Павлов 19′ 86′ - Ильин 39′ - С.Иванов 58′ | (отчёт) | - 25′ Лесной - 77′ (пен.) В.Фомин |

| Москва: Гранаткин - Ал.Старостин, Тетерин - Никишин, Ан.Старостин, Леута - Н.Старостин, Лапшин, С.Иванов, Павлов, Ильин Харьков: Бабкин - Пономаренко, ? - ?, В.Фомин, Старусев - ?, Лесной, Шпаковский, Паровышников, ? |

#### Ход игры
- 19' Павлов сильно бьёт в угол - 1:0;
- 21' Лапшин бьёт в штангу, добивание Павлова - мимо ворот;
- 25' Свалка у ворот сборной Москвы, мяч попадает к неприкрытому Лесному - 1:1;
- 39' После сильнейшего удара Ильина Бабкин упускает мят за линию ворот - 2:1;
- 47' Паровышников промахивается из выгоднейшего положения;
- 58' Иванов забивает из свалки - 3:1;
- 77' Необязательная резкость москвичей при обороне ворот - В.Фомин с пенальти забивает - 3:1;
- 86' Павлов забивает - 4:2;

## Итоги турнира
| № | Команда   | В | Н | П | М   | О |
| - | --------- | - | - | - | --- | - |
| 1 | Москва    | 2 | 0 | 0 | 8:4 | 6 |
| 2 | Харьков   | 1 | 0 | 1 | 3:4 | 4 |
| 3 | Ленинград | 0 | 0 | 2 | 2:5 | 2 |